# جسر موراندي
جسر موراندي، يُسمى جسر بولتشيفيرا رسميًا: جسر للطريق في جنوا (إيطاليا)، بُني بين عامي 1963 و1967 على طول الطريق السريع إيه 10 الإيطالي فوق نهر بولتشيفيرا، الذي اشتق منه اسمه الرسمي. يُسمى الجسر على نحو واسع باسم «جسر موراندي» تيمنًا باسم مصممه الإنشائي، المهندس الشهير ريكاردو موراندي.
لم يكن الجسر معلمًا هندسيًا ومعماريًا منذ بنائه، لم يربط بين حي سامبيردرينا جنوبي سامبيردارينا وحي كورنيغليانو بجنوا عبر وادي بولتشيفيرا فقط، بل كان أيضًا شريانًا هامًا للطريق الأوروبي إي 80، الذي يربط إيطاليا بفرنسا.
عندما انهار قطاع يبلغ طوله 210 مترًا (690 قدمًا) من الجسر خلال عاصفة مطيرة في 14 أغسطس عام 2018، تُوفي 43 شخصًا، ما أدى إلى حالة طوارئ مدة عام في منطقة ليغوريا وتحليل شامل متفاوت للفشل الهيكلي وإسناد المسؤولية إلى نطاق واسع.
هُدمت بقايا الجسر الأصلي في أغسطس عام 2019 ورُفع القطاع الأخير من الجسر البديل في أبريل عام 2020. ومن المتوقع إعادة فتح الجسر في يوليو عام 2020.

## تاريخ

### تصميم
صمم ريكاردو موراندي الجسر. كان مشابهًا لتصميمه السابق لعام 1957 لجسر الجنرال جيف رافائيل أوردانيتا في فنزويلا، باستثناء الشدادات، التي لم تُغطَّ بالخرسانة مسبقة الإجهاد في الجسر الفنزويلي.
كان جسر موراندي جسرًا مدعومًا بالكوابل يتميز بهيكل من الخرسانة مسبقة الإجهاد للأرصفة البحرية والأبراج وسطح الجسر وعدد قليل جدًا من الشدادات، أقل من اثنين لكل بحر، ونظام هجين للشدادات التي تُصنع من كوابل الصلب مع قشرة من الخرسانة مسبقة الإجهاد تُصب على الشدادات. تخضع الخرسانة مسبقة الإجهاد لضغط قدره 10 ميجا باسكال فقط، ما يجعلها عرضة للشروخ وتسرب المياه وصدأ الصلب الداخلي.

### بناء
بُني الجسر بين عامي 1963 و1967 من قبل شركة الجمعية الإيطالية لخطوط الأنابيب المائية، بتكلفة 3.8 مليار ليرة إيطالية وافتُتح في 4 سبتمبر عام 1967. يبلغ طوله 1,182 مترًا (3,878 قدمًا)، بارتفاع 45 مترًا (148 قدمًا)) عن مستوى الطريق، وثلاثة أبراج من الخرسانة المسلحة يصل ارتفاعها إلى 90 مترًا (300 قدم)، يبلغ أقصى طول للبحر 210 مترًا (690 قدمًا). يتميز بوجود شدادات قطرية من الكوابل، مع دعامات تشبه الركائز الرأسية تتكون من مجموعات: مجموعة واحدة تحمل سطح الطريق، بينما يدعم الزوج الآخر من الدعامات المقلوبة النهايات العلوية لزوجين من الشدادات المائلة من الكوابل.
افتُتح الجسر رسميًا في 4 سبتمبر عام 1967 في حضور الرئيس الإيطالي جوزيبي ساراغات.

### صيانة وتقوية
خضع الجسر لأعمال ترميم مستمرة منذ السبعينيات من القرن الماضي بسبب تقييم أولي غير صحيح لتأثيرات زحف الخرسانة. وأدى ذلك إلى الإزاحة المؤجلة المفرطة لسطح المركبة بحيث لا تكون مستوية أو مسطحة في أسوأ النقاط، إذ يتموج في جميع الأبعاد الثلاثة. بعد القياس المستمر وإعادة التصميم والأعمال الهيكلية المرتبطة به، اعتُبر سطح المركبة مقبولًا، حيث اقترب من الأفقي بحلول منتصف الثمانينيات من القرن الماضي.
في تقرير عام 1979، نصح موراندي بنفسه السلطات بـ«إزالة جميع آثار الصدأ عن التسليح المكشوف وملء البقع بالراتنج الإيبوكسي وتغطية كل شيء بالبوليمر المرن ذي المقاومة الكيميائية العالية جدًا». في التسعينات من القرن الماضي، بدا أن وترًا في العمود رقم 11 هو الأكثر تضررًا. تآكل نحو 30% من الأوتار. كانت حمولة الجسر 7,000 كيلو جرام (15,000 رطل) لكل وتر، بينما كانت الأوتار قادرة في الأصل على حمل 15,000 كيلوغرام (33,000 رطل). يمكن للشاحنة الواحدة أن تزن ما يصل إلى 44,000 كيلوغرام (97,000 رطل). بسبب انهيار الجسر، فُحص العمود رقم 11 داخليًا فقط في التسعينات من القرن الماضي، ما أظهر خيوطًا مقطوعة ومتأكسدة. منذ عام 1990 فصاعدًا، قُوي العمود رقم 11 الواقع في أقصى الشرق عن طريق إحاطته بكوابل خارجية من الصلب. قُويت شدادات العمود رقم 10 في القمة مع تغليف الصلب في التسعينات من القرن الماضي. بعد الانهيار، أُثيرت العديد من الأسئلة حول الشدادات. في عام 1979/1980، عانى جسر موراندي المماثل في فنزويلا انقطاعَ شداد أحد الكابلات أو أكثر مع انهيار وشيك.
أُبلغ وزير البنى التحتية والنقل آنذاك غرازيانو ديلريو، الذي كان مسؤولًا حتى 1 يونيو عام 2018، عدة مرات خلال عام 2016 في البرلمان الإيطالي بأن جسر موراندي يحتاج إلى صيانة.
في جنوا، في عام 2017، أشار تقرير جامعي سري إلى وجود تباينات في سلوك الشدادات المنهارة في العمود رقم 9. أفاد محضر جلسة اجتماع الحكومة في فبراير عام 2018 أنه أُجريت قياسات للمقاومة والانعكاس أشارت إلى انخفاض «متوسط» للمقطع العرضي من 10 إلى 20% من الأوتار. ظهر شرخ في الطريق قبل 14 يومًا على الأقل من الانهيار، بالقرب من الشداد الجنوبي الشرقي للعمود رقم 9 المنهار لاحقًا. ربما يشير الشرخ إلى تمدد الشداد. لم يكن هناك أي اقتراحات لتقليل الحمل على الجسر. على نحو تقليدي، صُممت الجسور مدة 50 عامًا فقط، فشل الجسر بعد أقل من 51 سنة من افتتاحه.
في 3 مايو عام 2018، أعلنت شركة الطرق السريعة عن دعوة لتقديم عطاءات لتحسين هيكل الجسر بقيمة 20,159,000 يورو، مع موعد نهائي أقصاه في 11 يونيو عام 2018. يجب الانتهاء من العمل على تقوية الشدادات في العمودين رقم 9 ورقم 10 في خلال خمس سنوات.
ركب العمال حواجز جيرسي الخرسانية الثقيلة الجديدة على جسر موراندي قبل انهياره، ما يقلل من ضغط الشد المسبق المنخفض بالفعل على الخرسانة من الشدادات وزيادة الأحمال.